# 陸節
陸節（1457年—？），原姓金，字亨甫，直隸常州府武進縣人，軍籍，明朝政治人物。

## 生平
弘治八年（1495年）乙卯科應天鄉試第十九名舉人，十五年（1502年）中式壬戌科會試第六名，三甲第一百二十一名進士。授桐鄉縣知縣。

## 家族
曾祖金朝宗；祖父金淵，奉化縣訓導，贈戶部郎中；父金愷，戶部郎中。母徐氏（贈宜人）；繼母蕭氏（封宜人）。慈侍下。兄陸簡（詹事兼翰林院侍讀學士，贈禮部右侍郎），弟陸筌（舉人）、陸策、陸篪、陸範。